# Woesearchaeales
Woesearchaeales o Woesearchaeota es un orden candidato del dominio Archaea recientemente propuesto. Aunque hasta el momento no ha sido posible su cultivo, mediante análisis genéticos se ha determinado que difieren considerablememente de otras arqueas. Se han identificado tanto en sedimentos como en aguas superficiales de acuíferos y lagos, abundando especialmente en condiciones salinas, junto al también orden candidato Pacearchaeales. Los análisis genéticos han determinado que presentan genomas pequeños y capacidades metabólicas limitadas. La composición de sus genomas sugiere que realizan un papel importante en el reciclado del hidrógeno y del carbono.  Woesearchaeales forma parte del filo Nanoarchaeota.
Se ha detetectado presencia de Woesearchaeales en el pulmón humano, posiblemente siendo un simbionte obligado de las bacterias del pulmón.